# Maurice Couve de Murville
Maurice Couve de Murville (27. januar 1907 i Reims, Frankrig – 24. december 1999 i Paris) var en fransk politiker og ambassadør, der var Frankrigs premierminister 11 måneder fra 1968 til 1969 mens Charles de Gaulle var præsident.
Han var modstander af Vichy-regimet under 2. verdenskrig og sluttede sig i 1943 til støtterne af general de Gaulle. Efter krigen påbegyndte han en karriere som ambassadør, først i Kairo 1950-1954, senere i Washington 1955-1956 og i Bonn 1956-1958. I 1954 var han desuden NATO-ambassadør. Da de Gaulle kom til magten i 1958, vendte Couve de Murville hjem og blev udenrigsminister samme år. Det var han frem til 1968, hvor han blev finansminister. Senere samme år blev han udnævnt til premierminister, hvor han efterfulgte Georges Pompidou. Den politiske karriere fortsatte han i Union des Démocrates pour la République og senere i Rassemblement pour la République, som han fra 1968-1986 repræsenterede i parlamentetet. Fra 1986-1995 var han senator for Paris.
| Efterfulgte: Georges Pompidou | Frankrigs premierministre 1968–1969 | Efterfulgtes af: Jacques Chaban-Delmas |